# Puryzm (językoznawstwo)

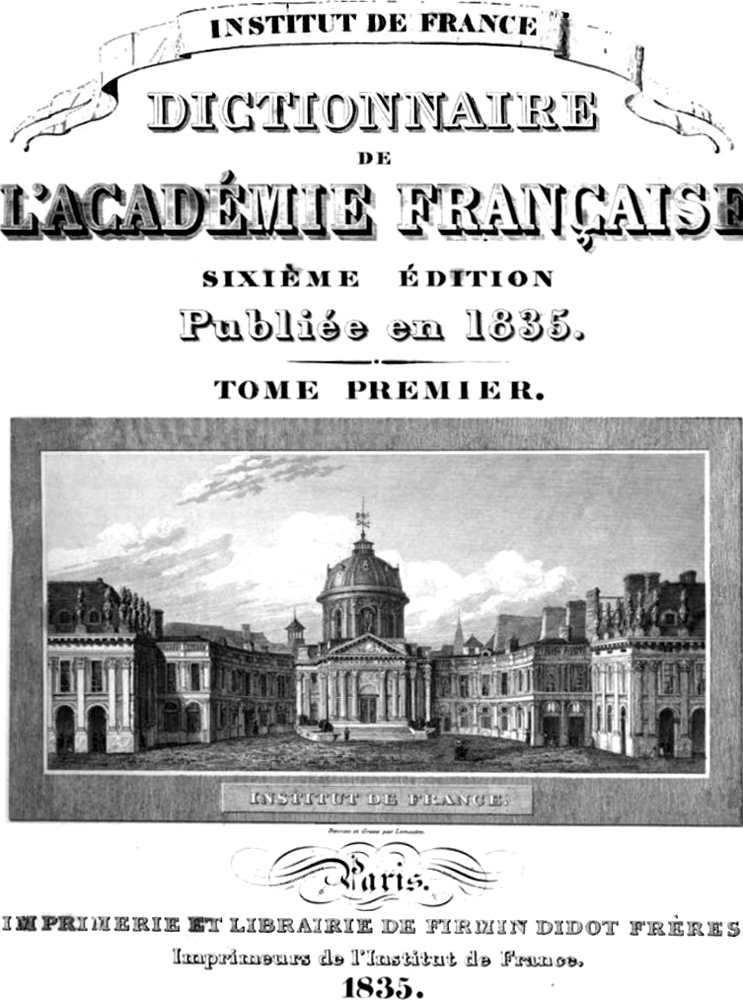
Akademia Francuska za swój cel obiera ochronę języka francuskiego. Oto pierwsza strona szóstej edycji wydanego przez nią słownika (1835)

Puryzm (od łac. purus „czysty”) – postawa wobec języka, której istotą jest dążenie do tzw. czystości językowej, poprzez zwalczanie elementów obcych (zapożyczeń), elementów innowacyjnych lub innych zjawisk językowych uważanych za niepożądane. Zazwyczaj jest kojarzona z ochroną słownictwa języka ojczystego, choć zakres działań purystycznych może sięgać poza samą leksykę.
Zdaniem Andrzeja Markowskiego puryzm wynika przede wszystkim z pobudek emocjonalnych, związanych z poczuciem, że język jest wartością wymagającą ochrony, nie zaś z przesłanek racjonalnych. Jest spotykany zarówno na poziomie jednostkowym, jak i instytucjonalnym. Bywa propagowany jako element oficjalnej polityki językowej.
Według Markowskiego jest postawą najczęściej opisywaną przez badaczy. Samemu terminowi „puryzm” przypisuje się zwykle negatywne zabarwienie emocjonalne.

## Charakterystyka puryzmu
W piśmiennictwie naukowym spotyka się różne ujęcia i definicje puryzmu językowego. Wynika to m.in. z różnych definicji samego pojęcia czystości w języku. W węższym ujęciu puryzm to negatywny stosunek społeczności użytkowników języka do elementów pochodzenia obcego (słownictwa i innych cech językowych), w szerszym – niechęć do szeroko rozumianego zróżnicowania wewnętrznego i wpływów zewnętrznych. Puryzm można także odnieść do działań kodyfikacyjnych w stosunku do samego języka standardowego, które skupiają się na podtrzymywaniu jego „czystości” i eliminacji elementów niezgodnych z określonym modelem. O ile puryzm najczęściej rozumiany jest jako ogólna dążność do rugowania pożyczek obcych, to celem puryzmu może być też usunięcie z języka standardowego cech dialektów regionalnych, slangu i form potocznych. Niekiedy puryzm sprzeciwia się w ogóle istnieniu rodzimych dialektów i socjolektów, które są uważane za odmiany nieczyste, a zatem niepożądane.
Według ujęcia Andrzeja Markowskiego puryści dążą do usunięcia z języka lub niedopuszczenia do niego tych elementów (zwykle leksykalnych), które są w ich mniemaniu niepożądane. Dążeniom tym towarzyszy pogląd, że interwencje jednostek mogą wpływać na kształt i rozwój języka. Puryści często wynajdują niepożądane przez siebie elementy językowe w tekstach pisanych lub wypowiedziach i zwracają na nie uwagę. W wersji umiarkowanej ich krytyka dotyczy elementów nowych (np. świeżych pożyczek), w skrajnej natomiast tych, które zdążyły się już ugruntować w języku i nie budzą sprzeciwu ze strony ogółu użytkowników języka. Do charakterystycznych sformułowań używanych przez purystów należą takie zwroty jak: „odchwaszczanie języka”, „odśmiecanie języka”, „oczyszczanie języka”; mówi się także o „duchu języka”. Jednocześnie niekiedy puryści próbują wprowadzać do języka nowe wyrazy (neologizmy), nie akceptując form już utrwalonych w języku.
Współcześnie sądy purystyczne są obecne w środowisku internetowym, ale przed powstaniem internetu i upowszechnieniem dostępu do sieci formułowali je czytelnicy prasy, zaniepokojeni rzekomym upadkiem bądź zanieczyszczeniem języka. Puryzm występował już w epoce renesansu, kiedy to w krajach romańskich (takich jak Włochy i Francja) próbowano eliminować wyrazy greckie i łacińskie. Później puryzm był skierowany przeciwko dominacji innych języków narodowych (w Niemczech zwalczano wyrazy francuskie, a w Czechach – germanizmy). W przypadku języka czeskiego interwencje purystyczne nasiliły się w XVII i XVIII w., w tzw. okresie upadku języka czeskiego, choć były spotykane również wcześniej.
Przeważnie puryzm sprzeciwia się używaniu leksyki pochodzenia obcego; czasem chodzi też o negatywny stosunek do innych zmian wywołanych kontaktem językowym (na poziomie gramatyki, semantyki i fonetyki). Poza aspektami wewnętrznojęzykowymi postawy i interwencje purystyczne mogą również dotyczyć ortografii.

## Krytyka puryzmu
Część lingwistów, omawiając puryzm, podkreśla, że języki nie tworzą zamkniętych systemów, lecz podlegają stałym wpływom zewnętrznym i zmianom. Badacze ci stoją na stanowisku, że pojęcie czystości w dziedzinie języka może istnieć jedynie w sferze iluzji, nie zaś jako element rzeczywistości językowej.
Językoznawcy zauważają, że polityka puryzmu może się kształtować pod wpływem szczególnych okoliczności społeczno-politycznych, np. w sytuacji niewoli narodowej lub w okresie powstawania narodowych języków literackich. Zdaniem niektórych lingwistów puryzm odgrywa przydatną rolę w standaryzacji i rewitalizacji języków mniejszościowych, pozwalając na umocnienie ich pozycji w piśmiennictwie i mediach. Równocześnie polityka puryzmu, nastawiona na eliminację zapożyczeń z języka dominującego i promocję purystycznego standardu językowego, może prowadzić do alienacji użytkowników języka i dalszej stygmatyzacji jego obiegowych odmian. Zdarza się, że z powodu purystycznych postaw językowych młodsze grupy wiekowe unikają używania języka rodzimego, obawiając się krytycznej oceny łączenia kodów.
Interwencje purystyczne bywają pojmowane jako przejaw nacjonalizmu, a przez niektórych socjolingwistów są określane jako wyraz ideologii monoglosji czy też element tzw. ideologii języka standardowego, zespołu postaw językowych właściwych dla nowoczesnych społeczeństw, w których języki narodowe podlegają standaryzacji. Puryzm jest często uznawany za praktykę negatywną. W zachodnich kręgach lingwistycznych uchodzi wręcz za postawę nietolerancyjną i anachroniczną. Jego specyficzna odmiana zwana puryzmem elitarnym, dążąc do perfekcji językowej, neguje wartość form niestandardowych i regionalnych. Z kolei puryzm etnograficzny zakłada, że dialekty wiejskie są w jakiś sposób czystsze niż odmiany miejskie lub standard. Puryzm archaizujący wiąże się zaś z idealizacją przeszłości i dawnych modeli literackich, na niekorzyść zjawisk innowacyjnych. Takie podejścia purystyczne, wraz z puryzmem ksenofobicznym (zwalczającym elementy pochodzenia obcego), wpisują się w schematy różnych odmian nacjonalizmu.
Puryzm bywa pojmowany jako szczególna forma preskryptywnego podejścia do języka.

## Rodzaje puryzmu językowego
Językoznawca Andrzej Markowski wyróżnia następujące rodzaje puryzmu językowego:
- puryzm nacjonalistyczny (narodowy) – przedstawiciele tej odmiany puryzmu dążą do usunięcia z języka lub niedopuszczenia do niego elementów obcego pochodzenia. Promują oni czystość języka rozumianą jako rodzimość jego elementów, zwłaszcza słownictwa[11]. Puryzm narodowy może objawiać się niechęcią wobec germanizmów i rusycyzmów[11] (np. wyrazów i sformułowań: „knajpa”, „szlaban”, „szlafrok”, „toczka w toczkę”, „wsjo rawno”). Postawa taka jest charakterystyczna dla osób ze starszego pokolenia. Współcześnie puryzm narodowy skierowany jest zwykle przeciwko anglicyzmom (np. takim wyrazom jak: „talk-show”, „fitness”, „fast food”). Puryści narodowi argumentują najczęściej, że zapożyczenia obce da się łatwo zastąpić rodzimymi odpowiednikami (nie zawsze jest to prawdą)[12].
- puryzm tradycjonalistyczny – stanowi radykalną, emocjonalną odmianę konserwatyzmu językowego[32]. Zakłada, że nie należy akceptować innowacji w zakresie języka, lecz wybierać tradycyjne, już ugruntowane formy językowe i słownictwo (np. zamiast „mieliłem” należy mówić „mełłem”)[33].
- puryzm elitarny – opiera się na założeniu, że jedyną „poprawną” formą języka jest narzecze pewnej warstwy społecznej, z reguły wielopokoleniowej inteligencji (puryści elitarni najczęściej właśnie do tej warstwy należą). Puryści elitarni dążą do ochrony języka ogólnego, zwłaszcza jego warstwy starannej, przed wpływami pochodzącymi z innych obszarów językowych, takich jak mowa młodzieżowa, zawodowa czy urzędowa[34].
- puryzm egocentryczny – purystą egocentrycznym jest osoba, która żywi przekonanie, że jej mowa stanowi wzorzec języka ogólnego, tak więc za dopuszczalne i godne propagowania uznaje tylko te konstrukcje i wyrażenia, które sama akceptuje i których sama używa, natomiast te pozostające poza własnym idiolektem ocenia jako niedopuszczalne. Jest to postawa blisko związana z puryzmem elitarnym lub egocentrycznym; może być uznana za skrajną postać puryzmu elitarnego[34].

## Puryzm językowy w Niemczech
Wyjątkowo intensywny charakter miała działalność purystyczna w Niemczech, która przypada głównie na wiek XIX i pierwsze dziesięciolecia wieku XX. Zwalczaniem wyrazów pochodzenia obcego zajmowały się począwszy od XVII wieku stowarzyszenia językowe, w tym największe z nich Powszechne Niemieckie Stowarzyszenie Językowe (Der Allgemeine Deutsche Sprachverein) założone w roku 1885 i działające do lat 40. XX wieku. Fenomenem odróżniającym puryzm niemiecki od puryzmu w innych krajach jest ogromna ilość słowników zapożyczeń (słowników wyrazów obcych), przy czym większość z nich miała charakter purystyczny, ich celem było zastępowanie wyrazów obcych przez wyrazy rodzime lub zasymilowane zapożyczenia. Mówi się w tym kontekście o słownikach zniemczających (Verdeutschungswörterbücher). Ogromną rolę w rozwoju purystycznej leksykografii odegrała działalność Joachima Heinricha Campego.
Badacz historii niemieckiego puryzmu, mieszkający obecnie w Nowej Zelandii (wcześniej był profesorem w Niemczech), Alan Kirkness dla okresu 1571–1945 podaje liczbę ponad 300 słowników z wyrazami obcymi jako hasłami (nie wliczając w to poszczególnych wydań). Kirkness uważa, że liczba słowników zapożyczeń w Niemczech przekracza liczbę tego typu słowników we wszystkich krajach europejskich. Nie ma takich słowników (a na pewno nie w takiej ilości) we Francji, Włoszech, Hiszpanii czy Wielkiej Brytanii. Podobną opinię znaleźć można w obszernej monografii Anke Heier z roku 2012. Nieprzypadkowo niektórzy autorzy twierdzą, że Niemcy to „kraj słowników wyrazów obcych” („das Land der Fremdwörterbücher”) – tak mówi m.in. Peter von Polenz cytowany w powyższej pracy Anke Heier. W swojej pracy dla okresu do roku 2007 podaje Heier liczbę 434 słowników zapożyczeń, większość z nich ma charakter purystyczny. Ryszard Lipczuk w artykule z 2016 mówi o co najmniej 460 słownikach wyrazów obcych w Niemczech . Dla porównania: w Polsce powstało – obok objaśniających słowników z obcymi hasłami – zaledwie kilka ogólnych słowników spolszczających. Wśród motywów zwalczania wyrazów obcych w języku niemieckim dominowały motywy narodowe: „oczyszczanie” języka ojczystego z obcych elementów miało służyć podtrzymaniu świadomości narodowej. 
Nowa fala puryzmu językowego – neopuryzm – datuje się od lat 90. XX wieku w związku z masowym napływem anglicyzmów. Zwalczaniem wpływów angielskich w języku niemieckim  zajmuje się m.in. Stowarzyszenie Języka Niemieckiego.